# Brigada Aérea I
La Brigada Aérea I es una unidad de la Fuerza Aérea Uruguaya con base en la Base Aérea General Cesáreo Berisso. En la ciudad de la Costa del departamento de Canelones.

## Historia
Fue creada el 1 de abril de 1936 con sede en el  Aeródromo Militar Capitán Boiso Lanza como Aeronáutica N.º1. Ese mismo año se adquirieron también, los primeros ocho aeroplanos Potez 25. Posteriormente, el 23 de agosto de 1947 la unidad se radicó en la Base Aérea General Cesáreo Berisso. Donde se sumarían e integrarían nuevos escuadrones. 
En 1965 adquirió el nombre Brigada Aérea I.

## Organización

### Escuadrón N.º3
| Aeronave                    | Origen         | Misión                                 | Unidades                  |
| --------------------------- | -------------- | -------------------------------------- | ------------------------- |
| C-130 Hercules              | Estados Unidos | Aeronave de transporte militar         | 2 C-130B                  |
| Embraer EMB-110 Bandeirante | Brasil         | Aeronave de transporte militar liviano | 3 C-95                    |
| Embraer EMB-120 Brasilia    | Brasil         | Transporte VIP de corta distancia      | 1 EMB-120                 |
| CASA C212                   | España         | Avión de transporte táctico            | 2 C-212-200 2 C-212-200MP |

### Escuadrón N.º5
| Aeronave                     | Origen         | Misión         | Unidades             |
| ---------------------------- | -------------- | -------------- | -------------------- |
| UH-1 Iroquois                | Estados Unidos | Utilitario     | 6 UH-1H              |
| Bell 212                     | Estados Unidos | Utilitario     | 4                    |
| Westland Wessex              | Reino Unido    | Utilitario     | 8 HC-MK2 (Retirados) |
| Eurocopter AS-365 N2 Dauphin | Francia        | Transporte VIP | 2 AS-365 N2          |